# Eiji Takagi
Pour les articles homonymes, voir Takagi (homonymie).
Eiji Takagi (高木永二, Takagi Eiji), né le 28 décembre 1896 à Kobe et mort le 14 décembre 1943 dans le bourg de Chōfu (ja) (aujourd'hui rattaché à la ville de Chōfu), est un acteur japonais.

## Biographie
Eiji Takagi a interprété plus de 140 rôles au cinéma entre 1923 et 1942.
Il s'est marié à l'actrice Sumiko Yamashita (ja).

## Filmographie partielle
- 1923 : La Femme et les pirates (女と海賊, Onna to kaizoku?) de Hōtei Nomura

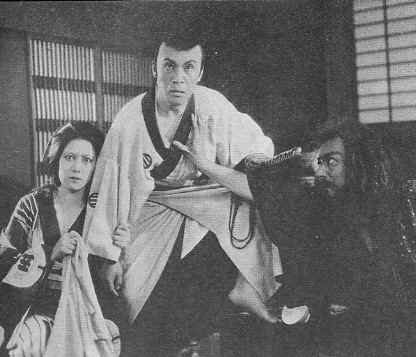
Scène du film Les Procès d'Ooka (1928) avec Naoe Fushimi, Denjirō Ōkōchi et Eiji Takagi.

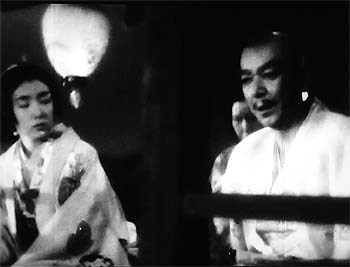
Scène du film Oda Nobunaga (1940) avec Chikako Miyagi et Eiji Takagi.

- 1924 : Le Monde ici-bas - Rien que poussière (塵境, Jin kyō?) de Kenji Mizoguchi
- 1924 : À la recherche d'une dinde (七面鳥の行衛, Shichimenchō no yukue?)[3]
- 1924 : La Reine du cirque (曲馬団の女王, Kyokubadan no joō?) de Kenji Mizoguchi
- 1925 : Pas d'argent, pas de combat (無銭不戦, Uchen-Puchan?)[4]
- 1925 : La terre sourit (大地は微笑む 第一篇, Daichi wa hohoemu daiippen?) de Kenji Mizoguchi
- 1925 : Le lys blanc gémit (白百合は歎く, Shirayuri wa nageku?) de Kenji Mizoguchi
- 1925 : Croquis de rue (小品映画集 街のスケッチ, Shōhin eigashū: Machi no suketchi?) de Kenji Mizoguchi
- 1925 : L'Être humain (人間, Ningen?) de Kenji Mizoguchi
- 1926 : Ma faute (新説己が罪, Shinsetsu ono ga tsumi?) de Kenji Mizoguchi
- 1926 : Le Soleil I (日輪 前篇, Nichirin: Zenpen?) de Minoru Murata
- 1926 : Le Soleil II (日輪 後篇, Nichirin: Kōhen?) de Minoru Murata
- 1926 : Les Enfants du pays maritime (海国男児, Kaikoku danji?) de Kenji Mizoguchi
- 1926 : Une beauté admirable (素敵な美人, Suketina bijin?) de Minoru Murata
- 1927 : La Gratitude envers l'empereur ou La Faveur impériale (皇恩, Kōon?) de Kenji Mizoguchi
- 1927 : La Dame aux camélias (椿姫, Tsubaki hime?) de Minoru Murata
- 1927 : Cœur aimable (慈悲心鳥, Jihi shinchō?) de Kenji Mizoguchi
- 1927 : Inazuma (稲妻?) de Shigeru Mokudō
- 1928 : Les Procès d'Ooka I (新版大岡政談 第一篇, Shinpan Ōoka seidan : daiichihen?) de Daisuke Itō
- 1928 : Les Procès d'Ooka II (新版大岡政談 第二篇, Shinpan Ōoka seidan : dainihen?) de Daisuke Itō
- 1928 : Les Procès d'Ooka III (新版大岡政談 第三篇 解決篇, Shinpan Ōoka seidan : Kaiketsu hen?) de Daisuke Itō
- 1928 : Torrent impétueux I (激流 前篇, Gekiryū zenpen?) de Minoru Murata
- 1928 : Torrent impétueux II (激流 後篇, Gekiryū kōhen?) de Minoru Murata
- 1929 : Le Pont Nihon (日本橋, Nihon bashi?) de Kenji Mizoguchi
- 1929 : La Poupée vivante (生ける人形, Ikeru ningyō?) de Tomu Uchida[5]
- 1929 : La Marche de Tokyo (東京行進曲, Tōkyō kōshin-kyoku?) de Kenji Mizoguchi : Fujimoto, le père de Yoshiki
- 1929 : La Symphonie de la grande ville (都会交響曲, Tokai kokyōgaku?) de Kenji Mizoguchi
- 1930 : L'Étrangère Okichi (唐人お吉, Tojin okichi?) de Kenji Mizoguchi : Isenokami Abe
- 1937 : La Fille du samouraï (Die Tochter des Samurai) de Arnold Fanck et Mansaku Itami : Kosaku Kanda
- 1940 : Oda Nobunaga (織田信長?) de Masahiro Makino[6]